# Menocchia
La Menocchia est un ruisseau de la région des Marches. Il se jette dans la mer Adriatique , dans le territoire de Cupra Marittima. Son cours forme la Valmenocchia (ou Val Menocchia), qui comprend les territoires de Montalto delle Marche, Carassai, Cossignano, Ripatransone, Montefiore dell''aso et Massignano. 
Il a comme un affluent le ruisseau San Pietro sur sa rive droite et les ruisseaux Cosso et Santimero sur sa rive gauche.
En 1571, une crue subite cause le décès du peintre et écrivain Ascanio Condivi.